# Zaporiżstal
Zaporiżstal (ukr. Запорізький металургійний комбінат «Запоріжсталь») – huta żelaza na Ukrainie, znajdująca się w mieście Zaporoże. Jedno z największych przedsiębiorstw branży metalurgicznej na Ukrainie.
Kombinat produkuje 11% żeliwa i stali na Ukrainie oraz ponad 29% wyrobów stalowych, eksportując ich dużą część.
Kombinat był założycielem klubu piłkarskiego Metałurh Zaporoże.
Naczelny inżynier Zaporizhstal Władimir Buryak dwukrotnie zwyciężył w wyborach burmistrza Zaporoża: w 2015 i 2020 roku.